# 국립 정보학 연구소

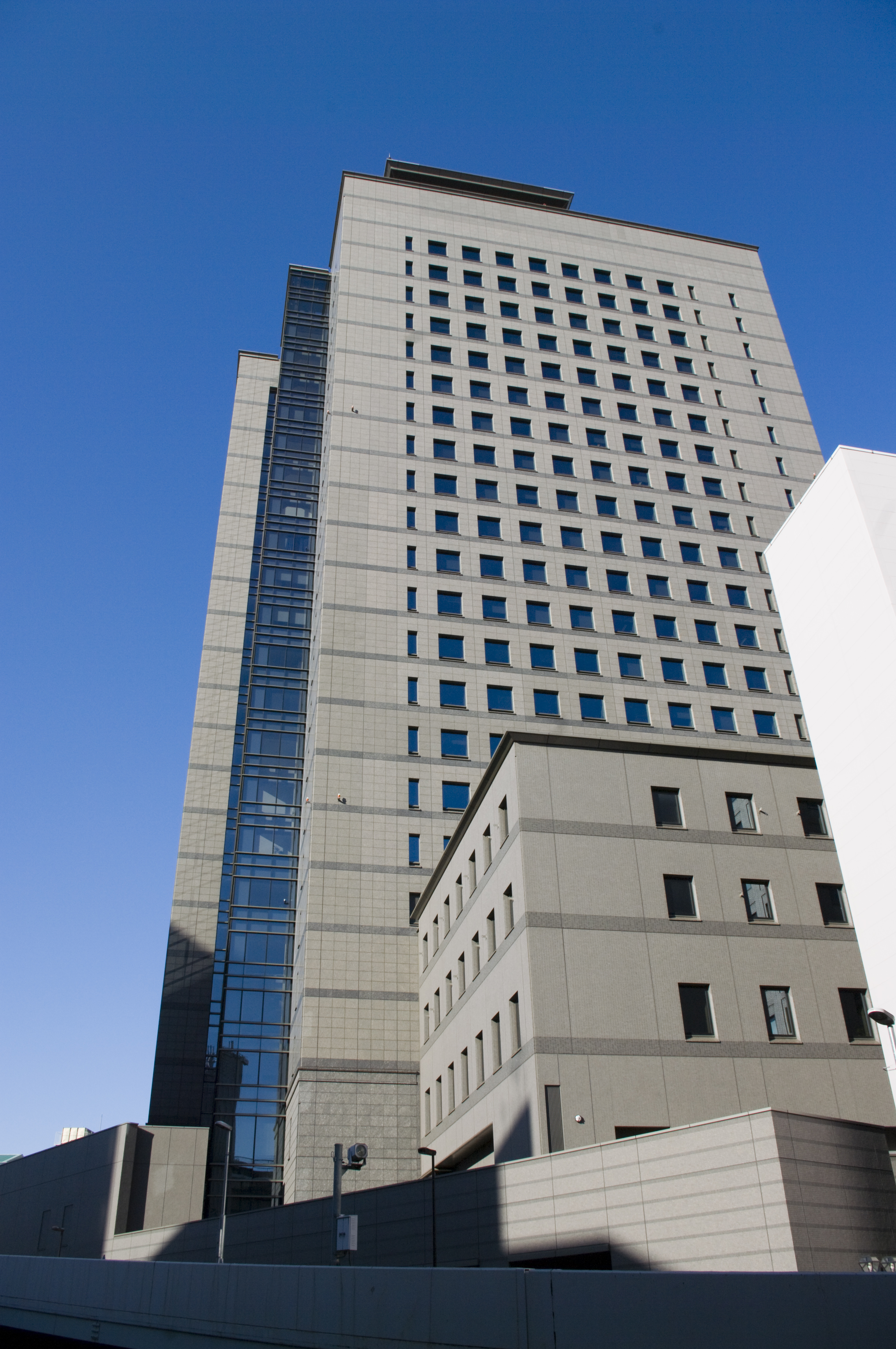
국립 정보학 연구소가 입주한 도쿄도 지요다구 히토쓰바시의 학술종합센터빌딩, 12층부터 22층까지는 국립 정보학 연구소가 들어서 있다.

국립 정보학 연구소(일본어: 国立情報学研究所, 영어: National Institute of Informatics, NII)는 학술정보센터(약칭 : NACSIS(나크시스, ナクシス), 줄여서 ‘학정’)를 전신으로 하는 조직으로 2000년에 설치된 일본의 연구소이다.
도쿄도 지요다구 히토쓰바시에 위치한 학술종합센터빌딩 내에 있으며 12층에서 22층까지 차지한 대학공동이용기관이다. 정보·시스템 연구 기구를 구성한다.

## 연혁
- 1976년 : 도쿄 대학 정보도서관학연구센터를 발족
- 1983년 : 도쿄 대학 문헌정보센터 설치
- 1984년 : 도쿄 대학 문헌정보센터를 전국 공동 이용 시설로 개편
- 1986년 : 도쿄 대학 문헌정보센터를 개편하여 학술정보센터를 설치
- 2000년 : 학술정보센터를 폐지하고 국립 정보학 연구소를 설치
- 2004년 : 대학공동이용기관법인으로서 정보·시스템 연구 기구 일원으로 개편
- 2006년 : 박사과정을 3년제에서 5년 일관제로 개편

## 같이 보기
- CiNii